# مادام و خواهرزاده‌اش
مادام و خواهرزاده‌اش (آلمانی: Madame und ihre Nichte) فیلمی درام محصول آلمان غربی است که در سال ۱۹۶۹ منتشر شد. از بازیگران آن می‌توان به روت ماریا کوبیچک، ادویژ فنش و فرد ویلیامز اشاره کرد.

## کتابشناسی
- Parish, Robert. Film Actors Guide. Scarecrow Press, 1977.